# Hospital de Sangre de Torrebaja
El Hospital de Sangre de Torrebaja se refiere al hospital militar que hubo durante la guerra civil española (1936-1939) en dicha población del Rincón de Ademuz, provincia de Valencia, (Comunidad Valenciana, España).

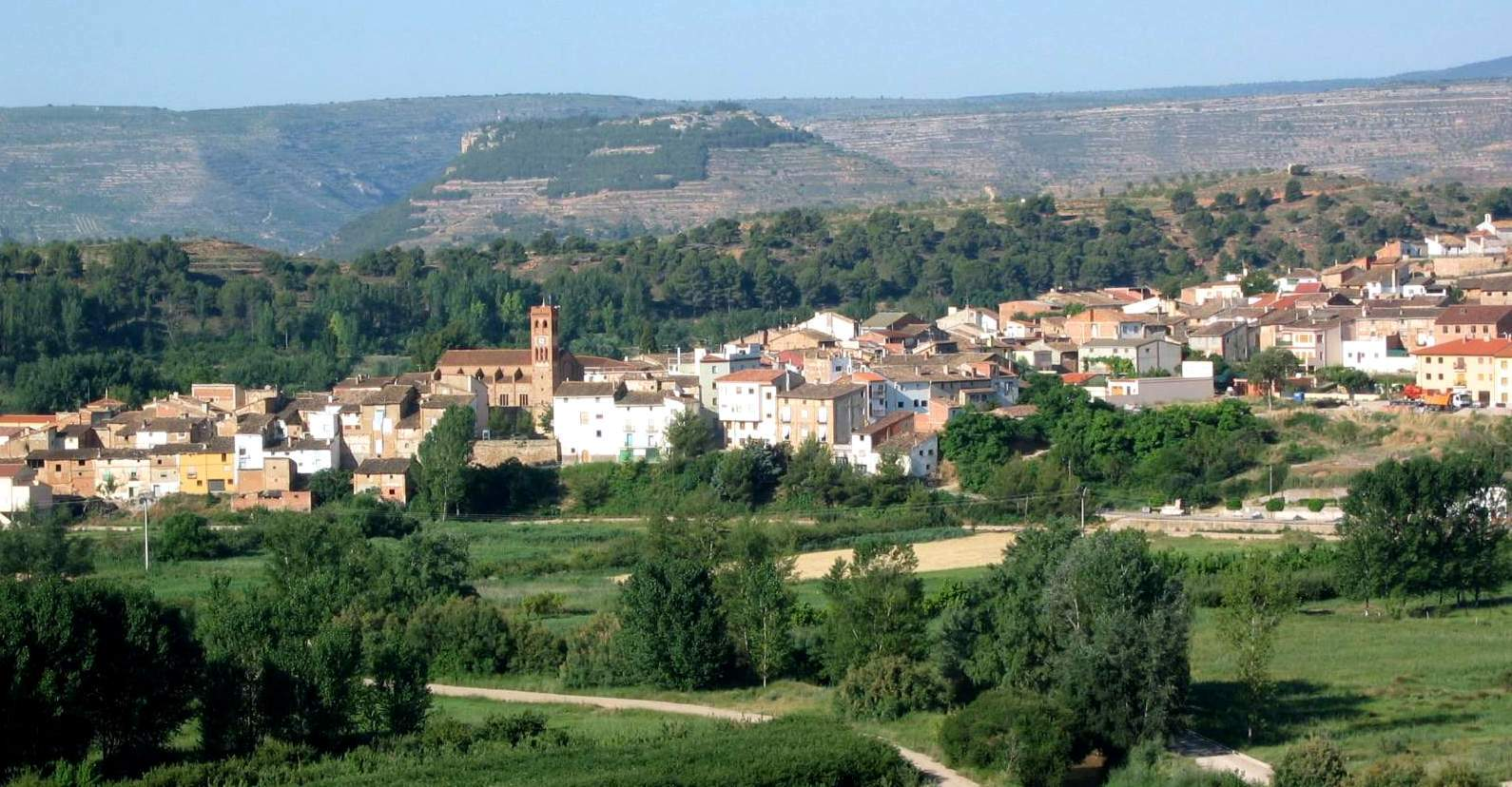
Vista general de Torrebaja (Valencia), desde La Dehesa, con detalle de la vega del Turia.

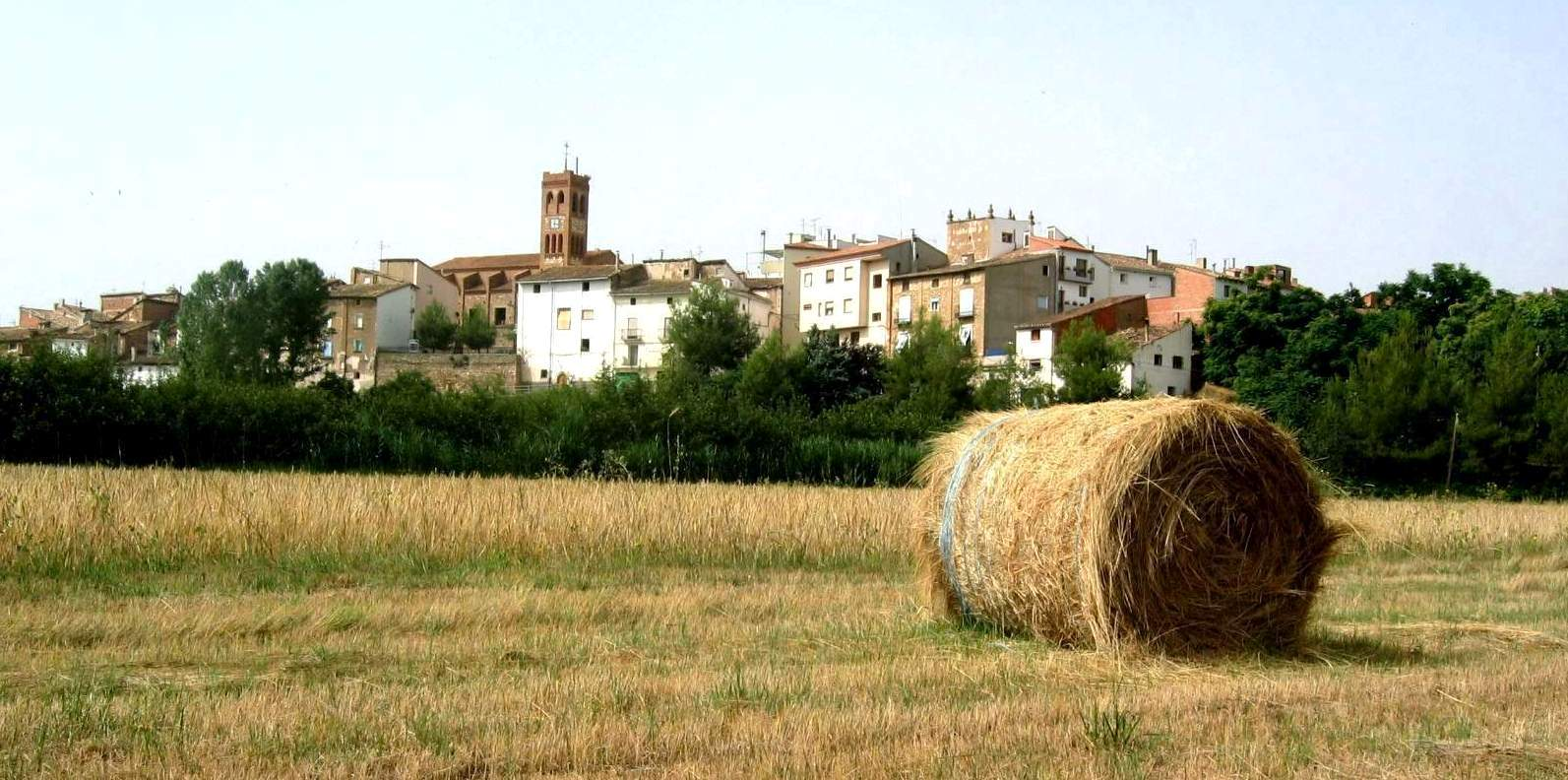
Vista parcial de Torrebaja (Valencia), desde El Rento, con detalle de rulo de paja tras la cosecha.

## La sanidad de guerra
Con el levantamiento militar derechista, el servicio de sanidad militar en la zona republicana se perdió casi en su totalidad, hasta el punto que sólo pudo recomponerse parcialmente. De los veinte mil médicos con que contaba el servicio sanitario español de la II República, solamente unos diez mil civiles quedaron bajo control frentepopular.
En el frente republicano, un batallón disponía de médico y practicante, y cada compañía de dos enfermeras. Los puestos de socorro se situaban cerca de la línea de fuego, para atender a heridos y enfermos. Desde allí se evacuaba en camilla a los puestos de brigada, que disponían de un médico jefe, tres médicos auxiliares, ocho enfermeros y dieciséis camilleros. En estos puestos de avanzadilla ya se practicaban actos quirúrgicos de urgencia. La jefatura de sanidad del frente se hallaba en la retaguardia, punto retirado desde donde se organizaba la evacuación de heridos y enfermos a los hospitales del interior.
Respecto a los medios materiales, la dotación era escasa; aunque las instalaciones disponían de lo preciso para el tratamiento de las heridas. Sin embargo, al final de la guerra, la carestía fue la norma, haciéndose dramática. Además, se contaba con escasos medios de evacuación, basados en ambulancias, vehículos descubiertos, autobuses y camionetas, medios siempre insuficientes.
En la retaguardia de los frentes se montaron los llamados Hospitales de Sangre, básicamente para atender a los heridos de guerra, cuyo número ascendió hasta setenta centros, dependiendo generalmente del Ministerio de la Guerra, autoridades provinciales, comités obreros y Cruz Roja. Se habilitaron muchos locales para atender a los heridos de guerra y enfermos, especialmente en conventos y edificios particulares, como fueron los casos de Garaballa (Cuenca) y Torrebaja (Valencia) respectivamente.
En la zona republicana, el Ministerio de Sanidad y Asistencia Social fue creado el día 4 de noviembre de 1936, fecha coincidente con el traslado del Gobierno frentepopular a Valencia y con el nombramiento de Federica Montseny como ministra. Todo ello en un contexto de guerra, caracterizado por la escasez de recursos y por enormes tensiones políticas entre los principales partidos de la izquierda republicana (anarquistas, socialistas y comunistas).
Uno de los principales Decretos del entonces recién constituido Ministerio de Sanidad fue la creación de un Comité Nacional de Suministros, cuya finalidad era la centralización del abasto de medicamentos, material de cura e instrumental quirúrgico. A la improvisación de los primeros momentos siguió una fase de estabilización, caracterizada por la organización de los recursos y la disciplina, lo que coincidió con la estancia del Gobierno frentepopular en Valencia. De hecho, se constituyó una auténtica sanidad de guerra, hasta el punto que la sanidad militar de la zona de Levante y del Ejército de Maniobra se distinguió durante toda la contienda, siendo pionera en iniciativas y soluciones para resolver los problemas que continuamente se planteaban.

## Cuestiones previas
La relativa facilidad de accesos de Torrebaja (Valencia) y su privilegiada situación geográfica parece que fueron decisivos a la hora de decidir el emplazamiento del centro sanitario, así como el del Estado Mayor y Alto Comisariado de Guerra del XIX Cuerpo del Ejército Republicano de Levante.
El Hospital de Sangre tuvo también su repercusión en la sanidad civil, pues en la zona del Rincón de Ademuz hubo gran cantidad de refugiados, con todos los problemas socio-sanitarios y de higiene que conlleva una gran población desplazada.
De esta forma, además de a los numerosos militares que había -especialmente durante la denominada Batalla de Teruel (1937-1938)-, el centro sanitario atendía a la población civil de Torrebaja y pueblos del entorno comarcal y extra-comarcal castellanos y turolenses.

## El Hospital de Sangre de Torrebaja

### Ubicación
El Hospital se instaló en un gran edificio de planta alargada y tres alturas —baja, primera y media cambra—, ubicado junto a la carretera de Cuenca a Teruel, propiedad de un vecino de la localidad.
La edificación poseía tres grandes cuerpos de casa, pues ocupaba toda la manzana. Respecto a la fecha de apertura, «lo abrieron enseguida de comenzar la guerra… Vinieron los del Comité y nos hicieron quitar nuestras cosas y todo lo que teníamos», lo que pudo suceder entre octubre y noviembre de 1936. Carlos Llorens Castillo, arquitecto valenciano, a petición del Comité de Torrebaja, fue quien probablemente asesoró acerca de las condiciones que poseía el edificio para fines públicos.

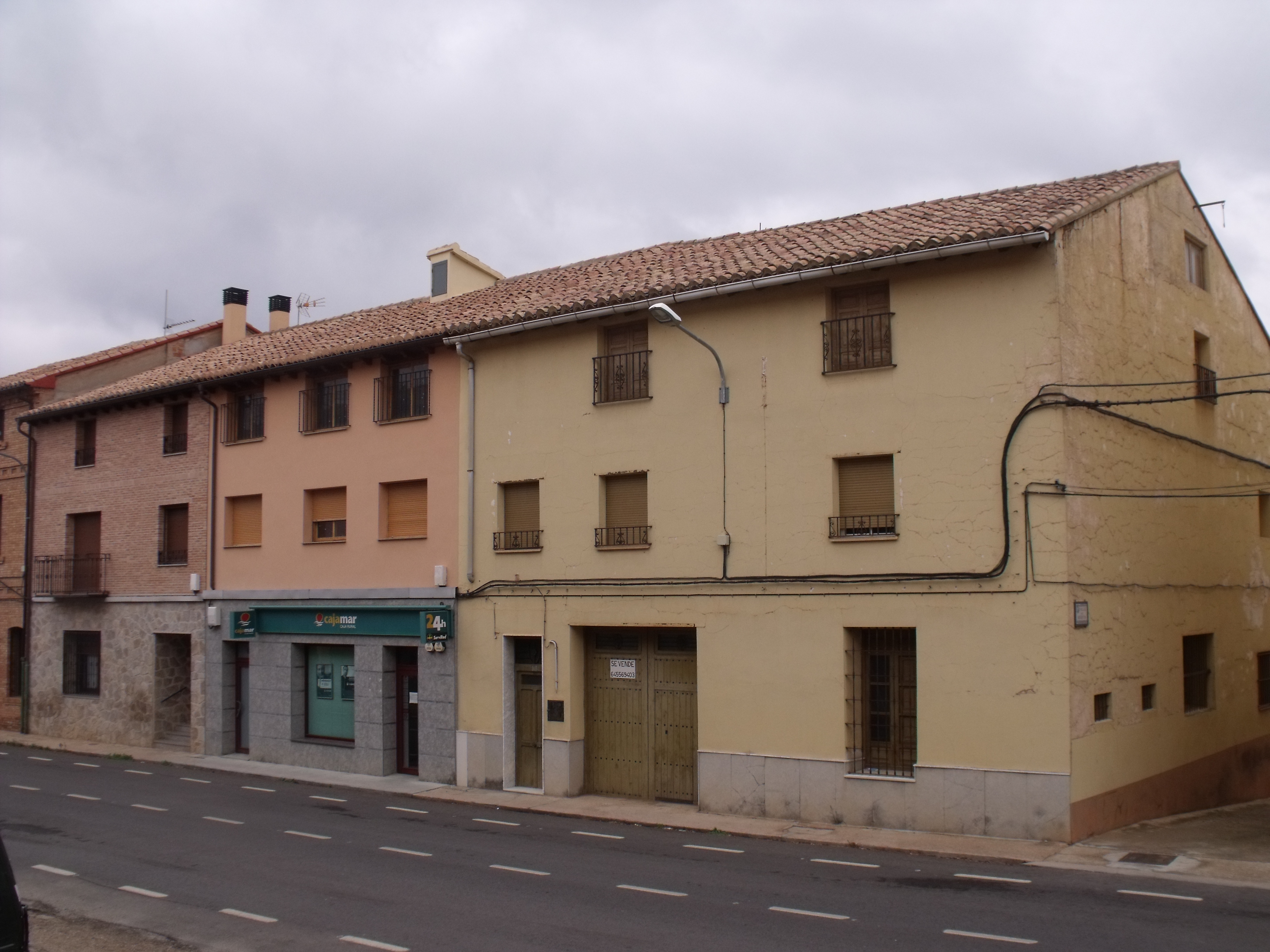

### Estructura y funcionamiento
El edificio del hospital «tenía una planta baja, otra primera y media cambra en la parte alta», siguiendo la estructura habitual de los edificios de la zona. De esta forma, «en la primera cambra de cada parte de casa poníamos las manzanas: allí pusieron las camas; había unas cuatrocientas, en varias hileras, porque eran piezas muy grandes», apreciaciones que contribuyen a dar idea de la magnitud de la edificación.
El centro hospitalario «funcionaba muy bien, y todo estaba muy limpio», lo que parece razonable, incluso siendo un centro sanitario de guerra. Estaba bien dotado de personal médico, con «alguna enfermera, varios practicantes, camilleros (…), soldados de guardia que vigilaban por la noche (…), personal de limpieza, cocineras y lavanderas». Lavaban en la acequia vieja de Castielfabib; la cocina estaba en la planta baja y la comida la guisaban los cocineros, con ayuda de varias mujeres empleadas. En total había unas veintitantas personas, camilleros y guardias incluidos.
Los pacientes y heridos del frente los llevaban al hospital en ambulancias (del color verde que gastaba el ejército), unos vehículos que se abrían por detrás y llevaban pintada una cruz en los laterales y en el techo. Los pacientes eran bajados por camilleros, los introducían en el centro y «los practicantes los iban distribuyendo, según lo que tenían: para curar, para operar o lo que fuera…», siguiendo una dinámica lógica y ordenada. De esta forma, los pacientes se clasificaban en tres grupos principales: los que «eran para curar» y estaban en buen estado, que derivaban al Hospital Militar Base (Garaballa), «donde había otro hospital, instalado en el monasterio de la Virgen de Tejeda»: allí recibían otros cuidados; los leves, «que tenían poca cosa, rápidamente les daban el alta y los mandaban otra vez al frente». Y «los muy graves», éstos se quedaban en el hospital, «no los tocaban (…) y al final se morían». El transporte de heridos hasta el hospital de Garaballa se hacía en un autobús: «Los enfermos iban sentados», lo que permite deducir que se hallaban en buen estado; de lo contrario hubieran ido acostados en sus camas, para lo que hubieran precisado una ambulancia u otro vehículo adaptado.
El quirófano quedaba en la planta baja del primer cuerpo del edificio y estaba muy bien dotado; allí operaban casi todos los días, especialmente durante la época de la toma de Teruel por el ejército frentepopular y contraofensiva nacionalista.
El Hospital poseía un recinto habilitado como depósito de cadáveres, «allí los tenían hasta la noche». Del mortuorio del hospital hasta el cementerio municipal los trasladaban mediante un furgón. Los llevaban por la noche, «para que no se vieran tanto…», evitando el espectáculo y la desmoralización de la población. Los cadáveres eran enterrados en unas fosas comunes abiertas en el cementerio, primero se cavaron en el interior, pero luego abrieron una gran fosa junto a la tapia norte: «Los cogían entre dos y los echaban al hoyo… Pero a veces no ponían mucho cuidado, porque llevaban varios muertos o se les hacía tarde». Iban envueltos en una sábana, los echaban en la fosa y los cubrían con tierra. Un momento de gran actividad en el hospital fue el invierno de 1937, «cuando la toma de Teruel por los rojos», en que traían muchos soldados con congelaciones: «Aquí les amputaban los miembros helados (…), amputaron bastantes», y los dedos, brazos y piernas que cortaban los enterraban en una fosa abierta en un huerto inmediato, detrás del edificio del hospital.

### Personal del Hospital
Entre el personal sanitario, se han recuperado los nombres de varios médicos: el doctor Enguera, que fue director; el doctor Llopis, el doctor Ortiz… Todos ellos poseían grado militar, aunque eran médicos y cirujanos civiles. Entre los practicantes estaba Avelino Guillén Gea (Torrealta, 1920), y otro llamado «don Paco», procedente de Ademuz (Valencia). También había alguna enfermera, aunque predominaban los practicantes.
Entre el personal no sanitario, se ha identificado a algunos camilleros. Asimismo, había «un barbero que rasuraba y trasquilaba» y un dentista «que sacaba muelas».

### Refugio antiaéreo hospitalario
En las guerras modernas, los mayores enemigos de los hospitales han sido los bombardeos, razón por la que frente al Hospital se construyó un refugio antiaéreo para los pacientes y trabajadores. De la fábrica del refugio se reseña que «tenía las paredes y el techo de cemento y encima había varias hileras de pinos (…), alternando con capas de tierra». De esta forma, en cuanto comenzaban a ulular las sirenas, «la gente iba corriendo al refugio, pero muchos pacientes se quedaban en el hospital, porque no podían andar…» ni podían ser movilizados.

### Registros hospitalarios
Se desconoce el nombre y número de las personas asistidas en el Hospital de guerra de Torrebaja, pues no se han conservado los libros de registro (entradas y salidas) que ineludiblemente debía poseer el centro sanitario. Las salidas se consignarían como «curación o mejoría», «traslado a otro centro» o «defunción». No obstante, en los libros del Registro Civil de Torrebaja han quedado los nombres varios de los civiles que resultaron muertos en el bombardeo de la localidad de 26 de noviembre de 1938, a los que se reseña como «fallecidos en el Hospital Militar» de la zona.
La falta de registros impiden los estudios epidemiológicos sobre el tipo de heridas o enfermedades atendidas y las causas de muerte. Sin embargo, en el Hospital se atendían a soldados, enfermos y heridos en el frente, con lesiones de todo tipo —cráneo y cuello, tórax, abdomen y extremidades—, congelaciones y quemaduras. La mortalidad era necesariamente alta, como sucedía en todos los hospitales de guerra coetáneos; especialmente como consecuencia de las heridas abdominales, donde la peritonitis era la principal complicación. Asimismo por causa de las heridas en las extremidades, en especial las que habían sufrido aplastamientos y grandes estragos internos. En las heridas por arma de fuego la limpieza resulta siempre complicada; dados los destrozos que se producen, se requieren amplios desbridamientos, lo que facilita las infecciones. De ahí que la gangrena gaseosa fuera el contratiempo más temible en las heridas de bala, lo que suponía amputaciones de miembros y altas tasas de morbilidad y mortalidad.

### Desmantelamiento y cierre del Hospital
Respecto al cese de la actividad en el Hospital, «funcionó hasta poco después de la guerra». Aunque algunos de los trabajadores se marcharon antes de que entraran los «nacionales», por temor a las represalias políticas o por otras razones, «pero la mayoría se quedó, y el hospital siguió funcionando (…), hasta que lo cerraron del todo». En todo caso, «los médicos y la mayoría del personal sanitario se quedaron (…), no abandonaron a los enfermos».

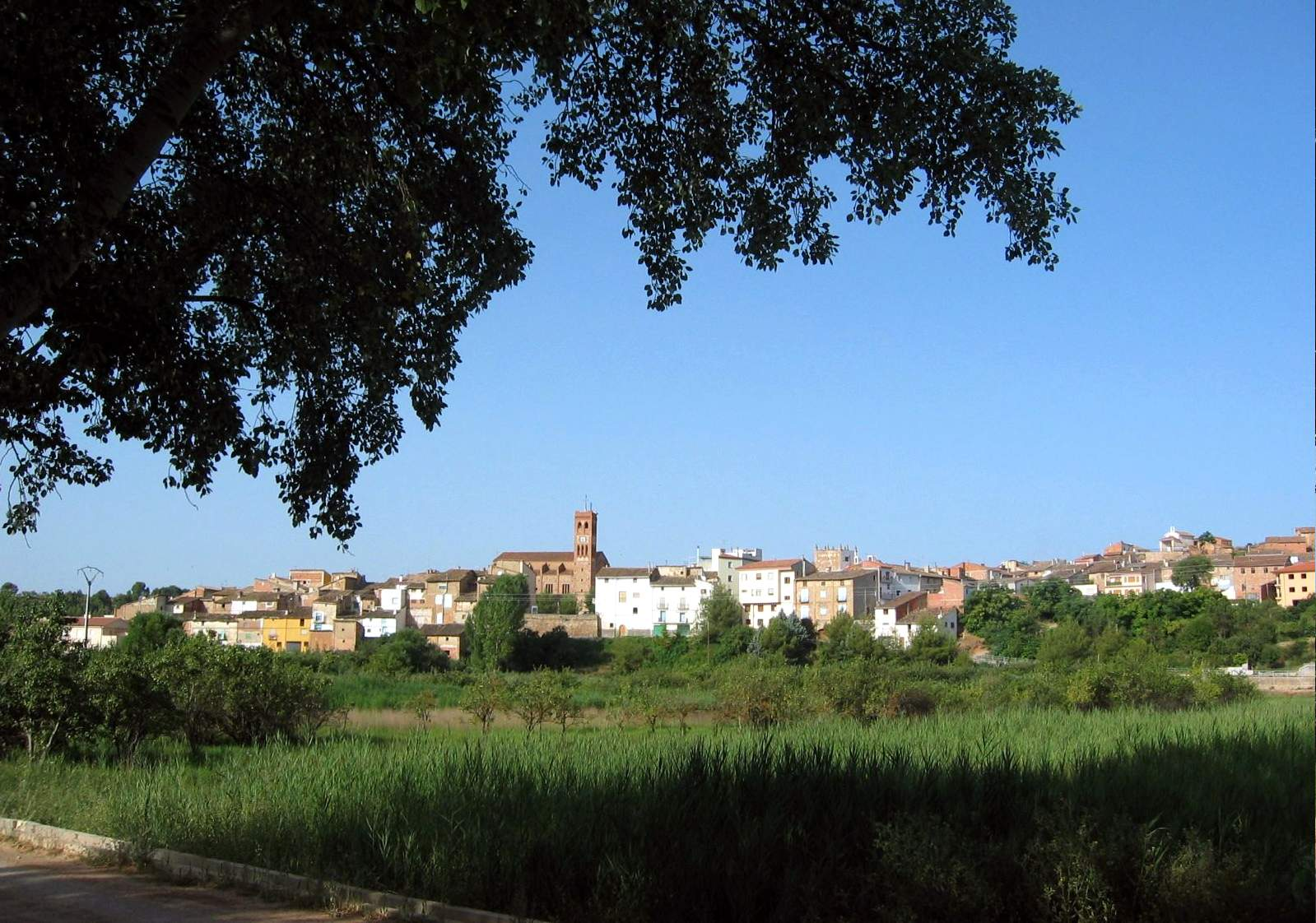
Vista parcial de Torrebaja (Valencia), desde El Rento, con detalle de la parroquial.

## Conclusiones
- El Hospital de Sangre de Torrebaja tuvo una importancia decisiva en el mantenimiento de la salud y la vida de los militares relacionados con los frentes meridionales de Teruel; asimismo que en la de enfermos civiles del Rincón de Ademuz y evacuados de los pueblos limítrofes, durante la guerra civil española (1936-1939). El hospital se montó en un edificio particular, requisado para dicho fin por el Comité Revolucionario local, siendo el sitio más ventajoso para ello, dada su ubicación —junto a la carretera de Cuenca a Teruel, lo que facilitaba el acceso desde los frentes—, y por sus condiciones estructurales y de fábrica. Dentro de sus limitaciones, funcionaba cabalmente; estaba bien dotado de personal sanitario (médicos cirujanos, enfermeras, practicantes, camilleros) y no sanitario (cocineros, limpieza, lavanderas, guisanderas...), disponiendo asimismo de servicios anexos (dentista y barbero), vigilancia (guardias que patrullaban) y suministros.

- Poseía un quirófano, salas para curas y amplias estancias con camas para los pacientes ingresados. Las patologías más comúnmente tratadas fueron las derivadas de la actividad bélica —heridas en todas las localizaciones corporales, complicaciones infecciosas, quemaduras y congelaciones—. Entre la población civil, se trataron los accidentes por causa de la guerra (bombardeos), los percances domésticos y las enfermedades comunes propias de la época. Las derivaciones a otros hospitales de retaguardia se realizaban mediante un autobús y eran frecuentes; especialmente al hospital ubicado en el monasterio de la Virgen de Tejeda en Garaballa (Cuenca).

- Aunque faltan los registros documentales, la mortalidad debió ser alta, como lo fue en todos los hospitales próximos al frente. Disponía de una habitación como depósito, donde se almacenaban los cuerpos hasta el momento de su inhumación. Los cadáveres se enterraban en fosas comunes abiertas en el cementerio municipal, envueltos en un sudario hecho con una sábana. Se transportaban mediante un furgón, asistido por un conductor y varios ayudantes: éstos eran primeramente civiles, elegidos por el Ayuntamiento mediante el sistema de concejada; posteriormente fueron sustituidos por militares.

- Frente al Hospital se construyó un refugio antiaéreo, dado que los bombardeos constituían uno de sus peores enemigos. De hecho, en alguno de los bombardeos cayeron varias bombas en las proximidades.

- El Hospital de Torrebaja permaneció activo hasta poco después de terminada la guerra (1 de abril de 1939), momento en que fue progresivamente desmantelado. Con raras excepciones, el personal sanitario permaneció en su puesto hasta la llegada de las tropas vencedoras.

- Existe un «Mapa correspondiente a la Jefatura de Sanidad del XIX Cuerpo de Ejército», con la ubicación de Hospitales, Farmacias, Repuestos y Botiquines y puestos de Ambulancia durante la Guerra Civil (1936-1939).[6]

- El Estado Mayor del XIX Cuerpo de Ejército se hallaba en Torrebaja y tuvo dos comandantes sucesivos, los coroneles de infantería Manuel Eixea Vilar y Joaquín Vidal Munárriz.[7]